# Kendall Holt
Kendall Holt (* 4. Juni 1981 in Paterson, New Jersey) ist ein ehemaliger US-amerikanischer Profiboxer und Weltmeister der WBO im Halbweltergewicht.

## Karriere
Holt gewann als Amateur eine Bronzemedaille im Halbweltergewicht bei den National Golden Gloves 2000 in Detroit. 2001 gab er in Atlantic City sein Profidebüt durch einen K.-o.-Sieg in der ersten Runde gegen Frank Zorchak. Nach 15 Aufbaukämpfen verlor er im Juni 2004 überraschend gegen Thomas Davis (8-1) durch t.K.o. in der ersten Runde, nachdem er zweimal zu Boden gegangen war.
Im Februar 2005 besiegte er ebenso überraschend den ungeschlagenen David Díaz (26-0) durch t.K.o. in der achten Runde und im Mai 2005 WM-Herausforderer Jaime Rangel (30-7) nach Punkten. Im November 2006 besiegte er zudem Isaac Hlatshwayo (25-0) einstimmig nach Punkten und wurde Nordamerikanischer Meister. Im April 2007 gelang ihm ein weiterer einstimmiger Sieg gegen Mike Arnaoutis (17-1), der in seinem letzten Kampf um die WBO-WM geboxt und dabei nur knapp nach Punkten gegen Titelträger Ricardo Torres verloren hatte.
Im September 2007 boxte Holt selbst um die WBO-Weltmeisterschaft, unterlag jedoch gegen Ricardo Torres (32-1) durch t.K.o. in der elften Runde, nachdem er zuvor den Kampf größtenteils beherrscht hatte. Nach einem Punktesieg gegen Ben Tackie (29-8), kam es im Juli 2008 zum Rückkampf mit Torres um den WBO-Titel. In einem spektakulären Kampf gewann Holt den Titel durch einen K.-o.-Sieg in der ersten Runde, nachdem er zuvor selbst zwei Niederschläge hinnehmen musste.
Im Dezember 2008 verteidigte er den Titel durch Punktsieg gegen Demetrius Hopkins (28-0). Beim Titelvereinigungskampf gegen WBC-Weltmeister Timothy Bradley (23-0) im April 2009, verlor er zwar nach Punkten, erzielte aber die ersten beiden Niederschläge in Bradleys Karriere. Im Februar 2010 musste Holt eine weitere Niederlage gegen Kaizer Mabuza (22-6) hinnehmen.
Im Mai 2011 besiegte er Ex-IBF-Weltmeister Julio Díaz (38-6) in der dritten Runde, ehe er im Oktober desselben Jahres knapp nach Punkten gegen Danny García (21-0) scheiterte. Nach einer Niederlage gegen Lamont Peterson (30-1) im Februar 2013, beendete er seine Karriere.